# Bolęcin (powiat płoński)
Bolęcin – wieś sołecka w Polsce położona w województwie mazowieckim, w powiecie płońskim, w gminie Sochocin.
Przez miejscowość przebiega droga wojewódzka nr 632.
W latach 1975–1998 miejscowość należała administracyjnie do województwa ciechanowskiego.
Przez Bolęcin przepływa rzeka Wkra, na której wybudowano elektrownię wodną. W Bolęcinie znajduje się także cmentarz żołnierzy radzieckich.